# Wu Zixu
Wu Yun (fallecido en 484 a. C.), más conocido por su nombre de cortesía Zixu, fue un general y político del estado Wu  en el Período de Primaveras y Otoños (que 722–481 a. C.). Desde su muerte, se convirtió en un modelo de lealtad en la cultura china. Él es la figura histórica más conocida con el apellido chino Wu (伍). Todas las ramas del clan Wu afirman que fue su primer antepasado.
- Datos: Q1268609
- Multimedia: Wu Zixu / Q1268609